# ماري إغناطيوس ديفيس
ماري إغناطيوس ديفيس (بالإنجليزية: Sister Mary Ignatius Davis)‏ هي راهبة جامايكية، ولدت في 18 نوفمبر 1921، وتوفيت في 9 فبراير 2003 في كينغستون في جامايكا.